# كراش شمالي
كراش شمالي (الاسم العلمي: Ceratophyllus borealis) هو نوع من الحشرات يتبع جنس الكراش من الفصيلة الكراشية.